# À point
À point rijpen is een traditionele methode om de champagne klaar voor consumptie te maken.
Nadat de nog stille wijn met een liqueur de tirage, die gistcellen bevat, is gebotteld, wordt de fles stevig afgesloten met een kroonkurk of een kurk die met een stalen beugel is vastgemaakt. De champagne gaat opnieuw gisten in wat de prise de mousse wordt genoemd. De gistcellen zetten de nog in de wijn resterende suiker om in koolzuur en alcohol maar sterven af wanneer er geen suiker meer is. De druk in de fles is dan 4 tot 5 atmosfeer en de wijn is verzadigd van koolzuur die later de belletjes van de champagne zal vormen.
In de koele en donkere kelders ("crayeres") zal nu de remuage beginnen. De fles wordt op een pupitre, een houten rek, gezet en elke dag iets gedraaid en iets verticaler geplaatst totdat de fles met de hals naar beneden in het rek staat. Deze remuage wordt ook wel door machines uitgevoerd.
De fles kan dan ten minste anderhalf jaar à point worden opgestapeld. Iedere fles valt dan met de opening in de ziel van de fles daaronder. Dit rijpen à point kan bij de meest verfijnde champagnes tot wel tien jaar in beslag nemen. De champagne voedt zich met de dode gistcellen en wint aan verfijning en compexiteit.
De volgende stap in de méthode traditionnelle is de dégorgement.